# Pentylacetat
Pentylacetat är en ester av 1-pentanol och ättiksyra. Den har formeln C5H11OCOCH3.

## Egenskaper
Pentylacetat är en färglös vätska, svårlöslig i vatten, men är blandbar med alkohol, eter och ättiketer. Den har kokpunkt 149° C och doft liknande päron.

## Framställning
Pentylacetat framställs syntetiskt genom att reagera 1-pentanol (C5H11OH) och ättiksyra (CH3COOH) med svavelsyra (H2SO4) som katalysator.
   +  {\displaystyle \rightarrow }   

## Användning
Pentylacetat används som syntetisk banan- eller äppel-smak. Förr användes ämnet som bränsle i så kallade Hefnerlampor som användes för att fastslå enheten Hefnerljus.